# Daring Club de Bruxelles

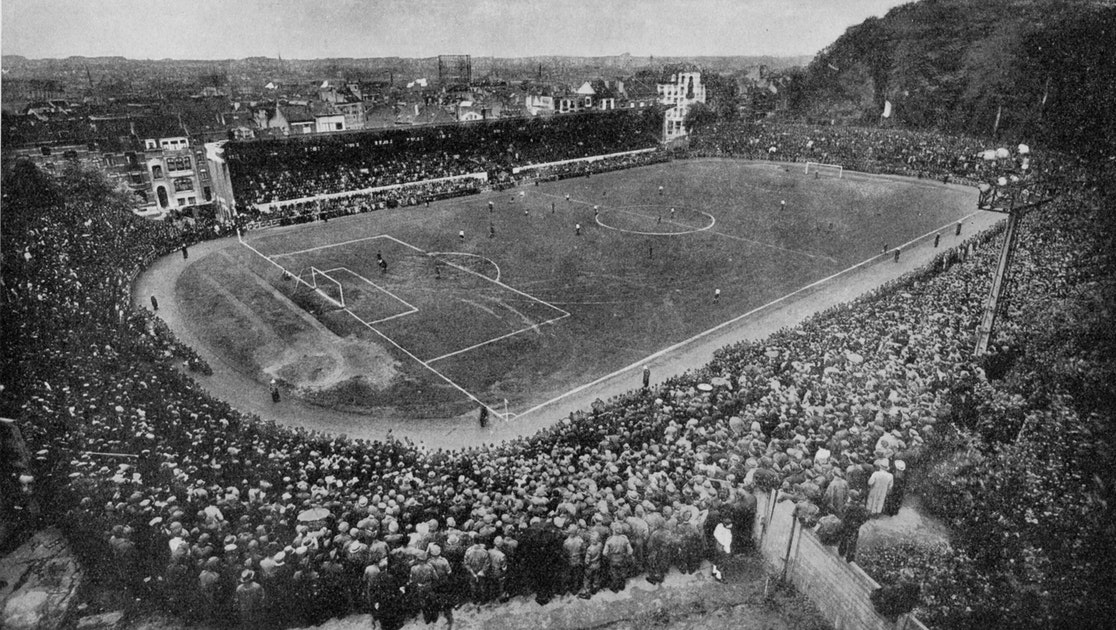
Een match Union-Daring in de jaren 1930

Daring Club de Bruxelles, later Daring Club Molenbeek, was een Belgische voetbalclub uit Molenbeek in Brussel. De club bestond van 1895 tot de fusie met Racing White tot RWDM in 1973. De club was bij de Belgische Voetbalbond aangesloten met stamnummer 2, maar speelde pas in 1903 voor het eerst in de hoogste nationale competitie. De ploeg speelde in rood-zwarte kleuren. Daring Club werd in zijn geschiedenis vijf maal landskampioen.

## Geschiedenis

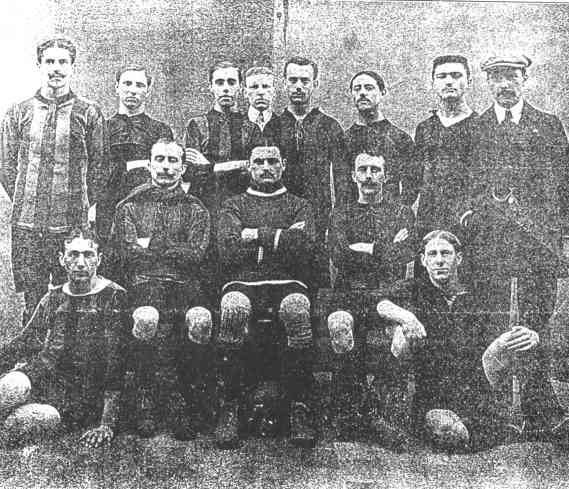
Kampioenenploeg 1911/12

In 1895 werd door studenten Daring Football Club opgericht in het café "Au Tivoli" in Koekelberg. Ze speelden op de vlakte van Koekelberg, waar later de basiliek zou komen. In 1897 werd deze club lid van de UBSSA als Daring Club de Bruxelles. Men koos de clubkleuren blauw-wit. In 1899 veranderde men naar rood en zwart. In 1900 fusioneerde men met Brussels Football Club tot Daring Bruxelles Football Club, waardoor Daring later het stamnummer 2 toegewezen kreeg door de KBVB. Brussels Football Club was immers in 1889 gesticht geweest en was, na Antwerp FC, de tweede oudste voetbalclub van België. Toen de bouw van de basiliek begon, verhuisde men naar het voormalige terrein van Brussels Football Club aan de Jetse Steenweg. Twee jaar later ging men terug naar de naam Daring Club de Bruxelles, na nog met Sporting Molenbeek en Skill FC te fuseren. In 1903 werd ook nog met US Bruxelles gefusioneerd. Daring Club was van bij het begin een club met een volkse aanhang, in tegenstelling tot enkele andere meer elitaire Brusselse clubs. De ploeg bereikte in 1903 de Ereafdeling, en werd een rivaal van stadsgenoot Union Saint-Gilles. In 1911/12 werd de eerste titel behaald, twee jaar later won Daring zijn tweede landstitel.

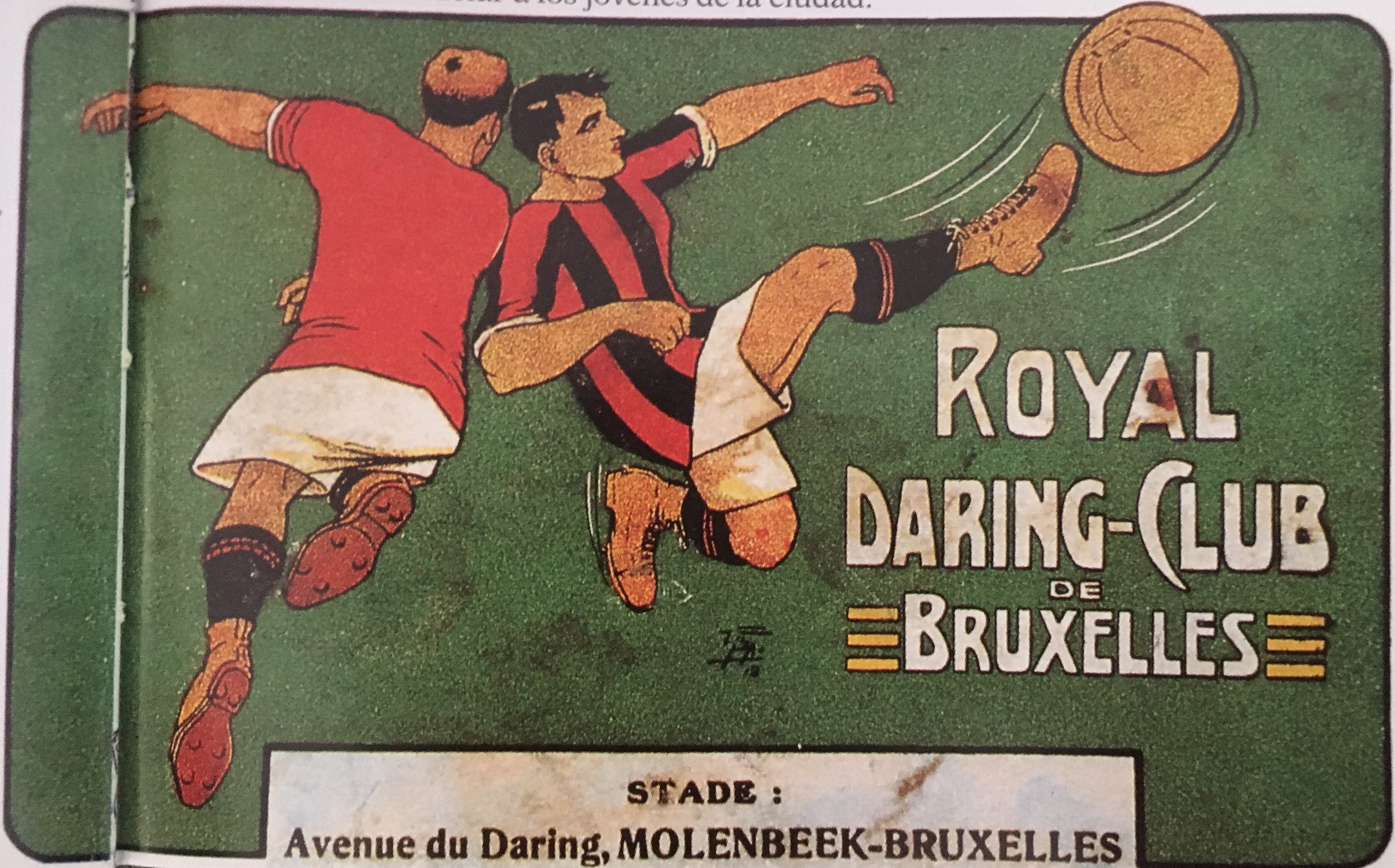
Poster van de club uit 1912

Bij het 25-jarige bestaan kreeg de club de koninklijke titel en kreeg zo in 1920 de naam Daring Club de Bruxelles Société Royale. Het stadion van Daring was al vlug te klein geworden. Men koos voor een nieuwe locatie in Sint-Jans-Molenbeek. Door de Eerste Wereldoorlog werden de werken aan het stadion vertraagd en men had zelfs enkele wedstrijden moeten afwerken in Anderlecht. Uiteindelijk werd op 12 september 1920 het nieuwe Oscar Bossaertstadion ingewijd met een wedstrijd tegen Union. In de jaren twintig ging het minder met de club, pas halverwege de jaren 30 ging het weer beter. In 1935 maakte Daring een einde aan de historische reeks van Union Sint-Gillis dat 60 wedstrijden ongeslagen was gebleven. In 1936 en 1937 kon de ploeg weer kampioen worden, maar dit was voor de laatste keer. Vlak voor de Tweede Wereldoorlog werd Daring ervan beschuldigd een speler van Union SG te hebben omgekocht.Deze speler was Jacques Van Caelenberghe die een café had en door een zogenaamde fan van Daring CB 750 Belgische Franken zou geven, maar Jacques weigerde. Daring moest naar Derde Klasse degraderen, maar kon een overeenkomst sluiten met Union Hutoise, en verdween zo naar Tweede Klasse.Op 19 april 1945 overleed de zoon van voorzitter Oscar Bossaert op 25-jarige leeftijd vanwege een operatie.
In 1950 werd de naam Royal Daring Club de Bruxelles, de ploeg promoveerde toen opnieuw naar Eerste Klasse. De ploeg speelde af en toe nog weleens in Tweede Klasse, maar kon ook een paar keer Europees spelen, weliswaar in de Beker der Jaarbeurssteden. In 1969 zakte de ploeg weer definitief naar Tweede. In 1970 ten slotte werd de naam Royal Daring Club Molenbeek. De club zou toch nog de finale van de Beker van België halen, maar verloor daarin met 6-1 van Club Brugge.
De ploeg wou opnieuw naar Eerste, maar uiteindelijk zou een samenwerking met Racing White daarvoor nodig zijn. In 1973 fuseerden de beide clubs. Daring zou het stadion en de trouwe supporters leveren, maar het stamnummer 2 zou verdwijnen; de nieuwe fusieclub RWDM nam het stamnummer 47 van Racing White over.
Vanaf 1 juli 2025 zou het stamnummer 2 weer in gebruik genomen worden door RWDM, dat zijn naam veranderde naar Daring Brussels.

## Erelijst
Belgisch landskampioen
winnaar (5): 1911/12, 1913/14, 1920/21, 1935/36, 1936/37
tweede (4): 1908/09, 1912/13, 1933/34, 1937/38
Beker van België
winnaar (1): 1935
finalist (1): 1970
Individuele trofeeën
Enkele spelers behaalden een prijs toen ze voor de club speelden:
Topscorer (5)
1913 (Sylva Brébart), 1920 (Honoré Vlamynck), 1930 (Pierre De Vidts), 1935 en 1938 (Marius Mondelé)

## Resultaten
| Als Daring Club de Bruxelles       |    |    |    |     |    |                                           |                                           |                                                                |
| 1903/04                            | 3  | 3  |    |     |    | Ere Afdeling                              | 8                                         |                                                                |
| 1904/05                            | 5  | 5  |    |     |    | Ere Afdeling                              | 24                                        |                                                                |
| 1905/06                            | 5  | 5  |    |     |    | Ere Afdeling                              | 17                                        |                                                                |
| 1906/07                            | 4  | 4  |    |     |    | Ere Afdeling                              | 23                                        |                                                                |
| 1907/08                            | 5  | 5  |    |     |    | Ere Afdeling                              | 18                                        |                                                                |
| 1908/09                            | 2  | 2  |    |     |    | Ere Afdeling                              | 34                                        |                                                                |
| 1909/10                            | 4  | 4  |    |     |    | Ere Afdeling                              | 25                                        |                                                                |
| 1910/11                            | 3  | 3  |    |     |    | Ere Afdeling                              | 27                                        |                                                                |
| 1911/12                            | 1  | 1  |    |     |    | Ere Afdeling                              | 38                                        |                                                                |
| 1912/13                            | 1  | 1  |    |     |    | Ere Afdeling                              | 38                                        | Verlies in testwedstrijd voor de titel tegen Union Sint-Gillis |
| 1913/14                            | 1  | 1  |    |     |    | Ere Afdeling                              | 36                                        |                                                                |
| 1914/15                            |    |    |    |     |    |                                           |                                           | Geen competitie door Wereldoorlog I                            |
| 1915/16                            |    |    |    |     |    |                                           |                                           | Geen competitie door Wereldoorlog I                            |
| 1916/17                            |    |    |    |     |    |                                           |                                           | Geen competitie door Wereldoorlog I                            |
| 1917/18                            |    |    |    |     |    |                                           |                                           | Geen competitie door Wereldoorlog I                            |
| 1918/19                            |    |    |    |     |    |                                           |                                           | Geen competitie door Wereldoorlog I                            |
| 1919/20                            | 3  | 3  |    |     |    | Ere Afdeling                              | 31                                        |                                                                |
| 1920/21                            | 1  | 1  |    |     |    | Ere Afdeling                              | 35                                        |                                                                |
| 1921/22                            | 8  | 8  |    |     |    | Ere Afdeling                              | 25                                        |                                                                |
| 1922/23                            | 4  | 4  |    |     |    | Ere Afdeling                              | 34                                        |                                                                |
| 1923/24                            | 8  | 8  |    |     |    | Ere Afdeling                              | 24                                        |                                                                |
| 1924/25                            | 6  | 6  |    |     |    | Ere Afdeling                              | 27                                        |                                                                |
| 1925/26                            | 3  | 3  |    |     |    | Ere Afdeling                              | 32                                        |                                                                |
| 1926/27                            | 4  | 4  |    |     |    | Ere Afdeling                              | 32                                        |                                                                |
| 1927/28                            | 12 | 12 |    |     |    | Ere Afdeling                              | 22                                        | Eerste in eindronde om het behoud                              |
| 1928/29                            | 9  | 9  |    |     |    | Ere Afdeling                              | 25                                        |                                                                |
| 1929/30                            | 7  | 7  |    |     |    | Ere Afdeling                              | 27                                        |                                                                |
| 1930/31                            | 6  | 6  |    |     |    | Ere Afdeling                              | 28                                        |                                                                |
| 1931/32                            | 4  | 4  |    |     |    | Ere Afdeling                              | 28                                        |                                                                |
| 1932/33                            | 8  | 8  |    |     |    | Ere Afdeling                              | 24                                        |                                                                |
| 1933/34                            | 2  | 2  |    |     |    | Ere Afdeling                              | 35                                        |                                                                |
| 1934/35                            | 3  | 3  |    |     |    | Ere Afdeling                              | 35                                        |                                                                |
| 1935/36                            | 1  | 1  |    |     |    | Ere Afdeling                              | 37                                        |                                                                |
| 1936/37                            | 1  | 1  |    |     |    | Ere Afdeling                              | 39                                        |                                                                |
| 1937/38                            | 2  | 2  |    |     |    | Ere Afdeling                              | 36                                        |                                                                |
| 1938/39                            | 13 | 13 |    |     |    | Ere Afdeling                              | 20                                        |                                                                |
| 1939/40                            |    |    |    |     |    |                                           |                                           | Geen competitie door Wereldoorlog II                           |
| 1940/41                            |    |    |    |     |    |                                           |                                           | Geen competitie door Wereldoorlog II                           |
| 1941/42                            |    |    | 4  |     |    | Eerste Afdeling A                         | 34                                        |                                                                |
| 1942/43                            |    |    | 3  |     |    | Eerste Afdeling B                         | 42                                        |                                                                |
| 1943/44                            |    |    | 5  |     |    | Eerste Afdeling B                         | 31                                        |                                                                |
| 1944/45                            |    |    |    |     |    |                                           |                                           | Geen competitie door Wereldoorlog II                           |
| 1945/46                            |    |    | 5  |     |    | Eerste Afdeling A                         | 36                                        |                                                                |
| 1946/47                            |    |    | 4  |     |    | Eerste Afdeling A                         | 38                                        |                                                                |
| 1947/48                            |    |    | 7  |     |    | Eerste Afdeling B                         | 31                                        |                                                                |
| 1948/49                            |    |    | 8  |     |    | Eerste Afdeling A                         | 29                                        |                                                                |
| 1949/50                            |    |    | 1  |     |    | Eerste Afdeling A                         | 45                                        |                                                                |
| 1950/51                            | 14 | 14 |    |     |    | Ere Afdeling                              | 23                                        |                                                                |
| 1951/52                            | 11 | 11 |    |     |    | Ere Afdeling                              | 26                                        |                                                                |
|                                    | I  | I  | II | III | IV | Vanaf 1952/53 zijn er 4 nationale niveaus | Vanaf 1952/53 zijn er 4 nationale niveaus | Vanaf 1952/53 zijn er 4 nationale niveaus                      |
| 1952/53                            | 13 | 13 |    |     |    | Ere Afdeling                              | 25                                        |                                                                |
| 1953/54                            | 15 | 15 |    |     |    | Ere Afdeling                              | 26                                        |                                                                |
| 1954/55                            |    |    | 1  |     |    | Eerste Afdeling A                         | 45                                        |                                                                |
| 1955/56                            | 9  | 9  |    |     |    | Ere Afdeling                              | 29                                        |                                                                |
| 1956/57                            | 4  | 4  |    |     |    | Ere Afdeling                              | 35                                        |                                                                |
| 1957/58                            | 15 | 15 |    |     |    | Ere Afdeling                              | 17                                        |                                                                |
| 1958/59                            |    |    | 1  |     |    | Eerste Afdeling                           | 41                                        |                                                                |
| 1959/60                            | 11 | 11 |    |     |    | Ere Afdeling                              | 27                                        |                                                                |
| 1960/61                            | 5  | 5  |    |     |    | Ere Afdeling                              | 33                                        |                                                                |
| 1961/62                            | 6  | 6  |    |     |    | Ere Afdeling                              | 30                                        |                                                                |
| 1962/63                            | 6  | 6  |    |     |    | Ere Afdeling                              | 32                                        |                                                                |
| 1963/64                            | 11 | 11 |    |     |    | Ere Afdeling                              | 25                                        |                                                                |
| 1964/65                            | 10 | 10 |    |     |    | Ere Afdeling                              | 28                                        |                                                                |
| 1965/66                            | 13 | 13 |    |     |    | Ere Afdeling                              | 24                                        |                                                                |
| 1966/67                            | 8  | 8  |    |     |    | Ere Afdeling                              | 27                                        |                                                                |
| 1967/68                            | 9  | 9  |    |     |    | Ere Afdeling                              | 27                                        |                                                                |
| 1968/69                            | 16 | 16 |    |     |    | Ere Afdeling                              | 15                                        |                                                                |
| 1969/70                            |    |    | 3  |     |    | Eerste Afdeling                           | 37                                        |                                                                |
| Als Royal Daring Club de Molenbeek |    |    |    |     |    |                                           |                                           |                                                                |
| 1970/71                            |    |    | 10 |     |    | Eerste Afdeling                           | 28                                        |                                                                |
| 1971/72                            |    |    | 4  |     |    | Eerste Afdeling                           | 36                                        |                                                                |
| 1972/73                            |    |    | 7  |     |    | Eerste Afdeling                           | 32                                        |                                                                |

## Daring in Europa
#R = #ronde, T/U = Thuis/Uit, W = Wedstrijd, PUC = punten UEFA coëfficiënten .
Uitslagen vanuit gezichtspunt Daring
| Seizoen | Competitie           | Ronde | Land                                          | Club             | Totaalscore | 1e W    | 2e W    | PUC |
| ------- | -------------------- | ----- | --------------------------------------------- | ---------------- | ----------- | ------- | ------- | --- |
| 1965/66 | Jaarbeursstedenbeker | 1R    | Vlag van Zweden                               | AIK Fotboll      | 1-3         | 1-3 (T) | 0-0 (U) | 1.0 |
| 1968/69 | Jaarbeursstedenbeker | 1R    | Vlag van Griekenland (1822-1970 en 1975-1978) | Panathinaikos FC | 2-3         | 2-1 (T) | 0-2 (U) | 2.0 |

Totaal aantal punten voor UEFA coëfficiënten: 3.0

## Bekende (oud-)spelers
- Jean Arnolis
- Edy De Bolle
- Sylva Brébart
- Jean-Paul Colonval
- Louis Cousin
- Raymond Goethals
- Luc Van Hoyweghen
- François Moucheron
- Ingvar Svahn
- Armand Swartenbroeks
- Patrick Thairet
- Guy Thys
- Daniel Renders
- Théo Verbeeck

## Bekende (oud-)trainers
- Ferdinand Adams
- András Béres
- Norberto Höfling